# Старе Боліти
Старе Боліти (пол. Stare Bolity, нім. Bolitten) — село в Польщі, у гміні Мілаково Острудського повіту Вармінсько-Мазурського воєводства.
Населення — 143 особи (2011).
У 1975-1998 роках село належало до Ольштинського воєводства.

## Демографія
Демографічна структура станом на 31 березня 2011 року:
|          | Загалом | Допрацездатний вік | Працездатний вік | Постпрацездатний вік |
| -------- | ------- | ------------------ | ---------------- | -------------------- |
| Чоловіки | 78      | 20                 | 50               | 8                    |
| Жінки    | 65      | 10                 | 36               | 19                   |
| Разом    | 143     | 30                 | 86               | 27                   |